# Конверсия систем письма
Конверсия (графических) систем письма — представление текстов, составленных на некотором языке и записанных некоторой системой письма, средствами другой системы письма, принятой для другого или того же языка. Частными случаями являются транслитерация и практическая транскрипция.
При этом такая операция подразумевает:
- преобразование языковых знаков письма, то есть замену слов, записанных в исходной системе письма на слова, записанные в результирующей системе;
- преобразование алфавитных знаков исходной системы письма в алфавитные знаки результирующей системы письма;
- преобразование свойств и атрибутов текста в соответствии с характеристиками исходной и принимающей систем письма.